# Pacific Beach (Washington)
Pour les articles homonymes, voir Pacific Beach.
Pacific Beach  est une census-designated place américaine de l'État de Washington dans le comté de Grays Harbor. 
La population était de 291 habitants en 2010.